# Hermann Böhrs
August Ernst Hermann Böhrs (* 29. April 1905 in Hannover; † 27. Februar 1983 in Göttingen) war ein deutscher Wirtschaftswissenschaftler und als Professor von 1970 bis 1971 Rektor der Technischen Universität Hannover.

## Leben
Hermann Böhrs entstammte einer Bildhauerfamilie. Zum 1. Mai 1933 trat er der NSDAP bei (Mitgliedsnummer 2.312.742); er war zudem Mitglied des Reichsluftfahrtbundes, der Deutschen Arbeitsfront, Nationalsozialistischen Volkswohlfahrt, des NS-Bundes Deutscher Technik, des Deutschen Roten Kreuzes. Er propagierte nationalsozialistisches Gedankengut in zahlreichen betriebswirtschaftlichen Veröffentlichungen, wovon die letzte 1944 erschien. Dies verschwieg er erfolgreich nach dem Ende der NS-Zeit. Nach seinem Studium war Böhrs zunächst in der Industrie tätig, ab 1941 als stellvertretendes Vorstandsmitglied. Von 1947 bis 1953 wirkte er als Hauptgeschäftsführer im REFA-Verband für Arbeitsgestaltung, Betriebsorganisation und Unternehmensentwicklung.
Hermann Böhrs promovierte über Grundlagen der Arbeitsorganisation an der TH Braunschweig 1941 beim Werkzeugmaschinenbauer Gotthold Pahlitzsch (1903–1992) zum Dr. rer. nat. 1949 habilitierte er sich ebendort. 1947 bis 1951 erhielt er in Braunschweig einen Lehrauftrag als Privatdozent, von 1952 bis 1956 lehrte er in Darmstadt und arbeitete als wissenschaftlicher Berater. Anschließend erhielt er einen Ruf als außerordentlicher Professor an die Universität St. Gallen und blieb dort bis zu seinem Ruf auf den Lehrstuhl für Betriebswirtschaftslehre an der TH Hannover 1960. Von 1970 bis 1971 war Böhrs Rektor der Technischen Universität Hannover.

## Schriften (Auswahl)
- Untersuchungen über die Grundlagen der Arbeitsorganisation: Richtlinien für das Organisieren und Gestalten menschlicher Arbeit im Fabrikbetrieb mit besonderer Berücksichtigung der psychologischen Zusammenhänge. Dissertation TH Braunschweig, 1941.
- Grundlagen der Arbeitsorganisation im Fabrikbetrieb. VDI, Berlin 1943.
- mit Erwin Bramesfeld und Hans Euler: Einführung in das Arbeits- und Zeitstudium. Hanser, München 1948.
- mit Helmut Schelsky: Die Aufgaben der Betriebssoziologie und der Arbeitswissenschaften. (Veröffentlichungen der Gesellschaft für soziale Betriebspraxis), Ring, Stuttgart 1954.